# Fredrik Granberg (ishockeyspelare)
Fredrik Granberg, född 1 maj 2000 i Gällivare och senare uppvuxen i Skellefteå, är en svensk professionell ishockeyspelare (back) som just nu spelar för Kalmar HC i Hockeyallsvenskan, på lån av Piteå HC i Hockeyettan.
Fredrik är yngre bror till ishockeyspelaren Petter Granberg.